# Jugkrit Siriwattanasart
Jugkrit Siriwattanasart (thailändisch จักรกฤษณ์ สิริวัฒนศาสตร์) ist ein thailändischer Fußballtrainer.

## Karriere
Jugkrit Siriwattanasart übernahm zu Beginn der Saison 2024/25 den Ayutthaya United FC als Cheftrainer. Der Verein aus Ayutthaya spielte in der zweiten Liga, der Thai League 2. Am Ende der Saison wurde er mit dem Verein Vizemeister und stieg somit in die erste Liga auf.

## Erfolge
Ayutthaya United FC
- Thailändischer Zweitligavizemeister: 2024/25  ▲